# 南开大学天津大学联合研究大厦
南开大学天津大学联合研究大厦，又称天南大联合研究大厦，简称联合研究大厦、天南楼，有南天门昵称，位于南开大学与天津大学交界处原天南街的位置，建筑南侧一半位于南开大学八里台校区校园，北侧一半位于天津大学卫津路校区校园，横跨天津市规划的大学道，底部留有连通两校的通道。联合研究大厦于2005年9月20日开工建设，2007年落成。

## 名称
“南开大学、天津大学联合研究大厦”为正式名称，因朗读习惯常被称作“天南大联合研究大厦”，亦简称“天南大联合大厦”、“联合研究大厦”和“天南楼”，又因建筑成门的形状，有“南天门”的昵称。

## 历史沿革
1951年后，南开大学与天津大学两校之间长期没有围墙区分。1990年代后期，中国大学合并浪潮中，时任国务院副总理李岚清提出了“共建、调整、合作、合并”的方针，教育部和天津市成立了“南开大学—天津大学紧密合作领导小组”拟促成地缘毗邻、学科互补的两所高校进行合并。因两校均具有悠久历史和办学特色且校友强烈反对，合并计划在讨论了两年后，在2001年底最终宣告失败。此后，南开大学与天津大学的合作办学方针调整为“各自独立办学、相互紧密合作”。两校之间连通的天南街也筑起了围墙。此后，两校共同建立南开大学天津大学联合研究院、南开大学天津大学刘徽应用数学中心等，国家教育部与天津市教育委员会拟共同投资在两校交界处建设一座25,000平方米的联合研究大厦。

## 建筑设计与用途

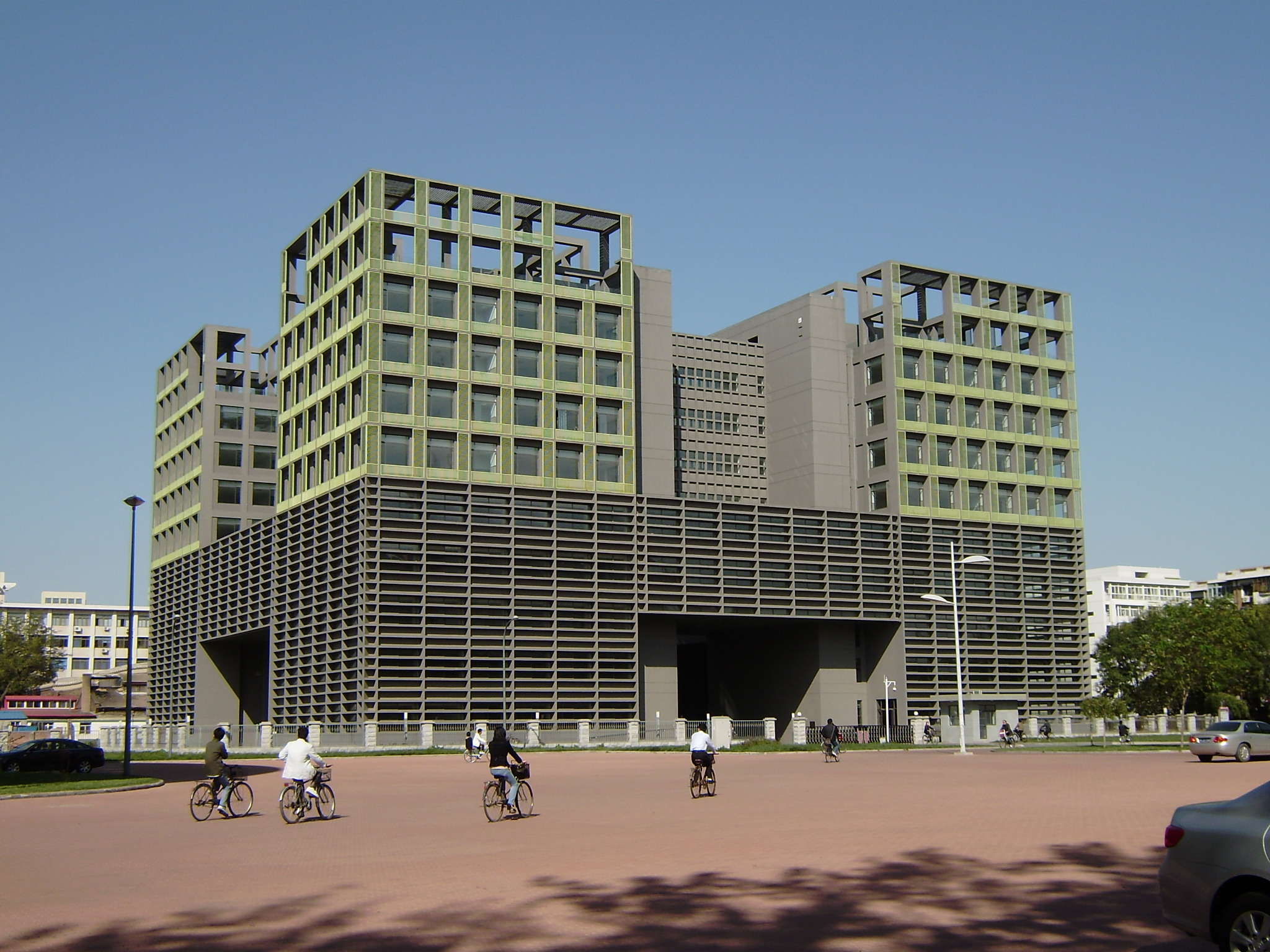
从南开大学校园看南开大学天津大学联合研究大厦

在建筑设计阶段，天津市建筑设计院、华汇工程建筑设计有限公司等均参与了建筑设计方案的投标，最终华汇的设计方案中标，由天津市建工总承包公司一分公司承建。
南开大学天津大学联合研究大厦的用途是科研办公等。天津化学化工协同创新中心、南开大学药学院、先进能源材料化学教育部重点实验室等位于此。